# M21
 Тази статия е за астрономическият обект.  За снайперската пушка вижте M21 SWS.  
Разсеяният звезден куп М21 (NGC6531) е разположен по посока на съзвездието Стрелец, на 4200 св.г. от Земята. Открит е от Шарл Месие на 5 юни 1764. Представлява сравнително млад куп, на около 4.7 млрд. години, и съдържа около 57 звезди (предимно от спектрален клас B0).
Интегралната звездна величина на купа е 5.9, което е на границата на видимото с просто око.